# 審配
審配（？—204年8月），字正南，魏郡陰安人，東漢末期人物。性剛正但才能有限。

## 生平

### 袁紹部下
審配原系太尉陈球属吏，初在韓馥之處為部下，以正直而不得志，初平二年（西元191年），袁紹領冀州牧。封審配為治中別駕，並總幕府。
官渡之戰中，審配大力支持出兵攻擊曹操，袁紹令審配統軍事。審配因許攸家人犯罪，拘禁其妻子兒女。許攸怒而出奔曹操，出賣袁紹糧倉所在，令袁軍的情勢極為不利。審配與逢纪有私怨，審配的兩位兒子在官渡之戰後被虜，有人散播審配的讒言，但逢纪肯定審配的氣節，袁紹以逢纪公私分明大加讚賞，逢纪與審配遂成為好友。

### 輔助袁尚
建安七年（202年），袁紹憂憤而死。袁紹以袁尚貌美及後妻劉氏所喜愛而欲立為繼承人，但未正式表態。眾人因袁譚為長子欲立為繼承人，但逢紀和審配一派與辛評、郭圖及袁譚一派不和，逢紀等因為懼怕袁譚即位後加害，私下竄改袁紹遺命，立袁尚繼位。袁譚自稱車騎將軍，兵屯黎陽。袁尚不派袁譚兵卒，反使逢紀隨之監視。而袁譚要求配兵被審配拒絕，一怒之下殺了逢紀。

### 死守鄴城
建安九年（204年），袁尚再攻平原，命蘇由及審配守鄴城。曹操攻鄴，蘇由欲叛，事敗出逃。曹操接連破尹楷和沮鵠等守軍，韓范、梁岐與張燕投降，皆獲封賞。袁尚領兵來救，命李孚入城通知審配聯合攻擊，但袁尚被曹操擊敗。審配追究辛毗降曹而殺害其留在城內的一族（包括辛評一家），之後審配姪守將審榮引兵入城，審配被捕，送至曹操處。
辛毗見到審配被捕之後，直接以馬鞭怒鞭其頭，接著兩人對罵。之後審配被曹操問道：「我軍在包圍你們城池時，怎麼你們箭枝這樣多？」審配回答：「只恨箭枝太少而已！」當時審配義正辭嚴，在場的人無不嘆息。原本曹操感其忠義想釋放他，然而辛毗等人痛哭，並要求曹操將之處決，於是曹操同意。審配在臨刑前說「我君在北」，要求執刑者面向北方行刑。

## 三國演義
在《三國演義》中審配事蹟大致和正史相符，唯獨增加呂布被曹操打敗後曾經想要再次投靠袁紹。袁紹詢問眾人意見時審配反對呂布再次依附袁紹，並說：「呂布不過是一隻豺虎，若是讓他得到兗州下一個目標必是冀州，不如幫曹操打跑呂布這樣可以免除後患。」，於是袁紹派猛將顏良率五萬軍協助曹操攻打呂布之劇情。

## 親人
史書記載審配有二子，在官渡之戰中被曹操俘虜，但並未記載其子之名，也不知後來的遭遇。
- 審榮：審配的姪兒

## 部下
- 冯礼（《后汉书》作冯札[4]），审配副将。据守邺城暗中投降曹操，打开大门，但被审配所察觉，将入城的三百余曹军全部杀死[5]。

## 評價
- 孔融：「審配、逢紀，盡忠之臣也，任其事。」
- 荀彧：「審配專而無謀。」
- 逢纪：「配天性烈直，每所言行，慕古人之节。」
- 孟岱：「配在位专政，族大兵强，且二子在南，必怀反畔。」
- 曹丕：「佞邪秽政，爱恶败俗，国有此二事，欲不危亡，不可得也。何进灭于吴匡、张璋，袁绍亡于审配、郭图，刘表昏于蔡瑁、张允。」「匡、璋、配、图、瑁、允之徒，固未足多怪，以后监前，无不烹菹夷灭，为百世戮试。」
- 裴松之：「配一代之烈士，袁氏之死臣。」
- 陈普：「谋袁大似为曹谋，却道辛毗破冀州。五夜邺沟深二丈，袁公神武一时休。独拥残兵守邺城，伫儒袁尚去擒兄。一时天地方翻覆，安把人伦罪审荣。」
- 郝经：「审配慷慨壮烈，死于袁氏，岂君子之泽犹未斩也。」
- 胡三省：「郭图、审配各有党附，交斗谭尚，使寻干戈，以贻曹氏之驱除，福祸之报为不爽矣。」
- 罗贯中：「河北多名士，谁如审正南；命因昏主丧，心与古人参。忠直言无隐，廉能志不贪；临死犹北面，降者尽羞惭。」
- 毛宗岗：「沮授不屈，审配亦不屈。同一不屈也，而沮授则一于事袁，审配则知有袁尚而不知有袁谭，审配不如沮授多矣。」
- 鍾惺：「水淹冀州，曹瞒以阴谋取胜。最痛快者，惟审配不屈数语也。虽未纯忠，以视许攸卖主献城，不啻霄壤。配真汉子哉！」
- 蔡东藩：「审配为袁氏旧臣，始不闻以立长之经劝袁绍，继不闻以友于之义谏袁尚，亡袁之咎，配亦难辞；但观其誓守孤城，死不降曹，亦有足多者。」
- 柏楊：「審配斥責辛毗：『正是你們這些東西，才使冀州破碎！』似乎理直氣壯；可是史書記載分明，使冀州破碎的，並不是辛毗，而恰恰是審配這些東西。審配以智囊聞名於世，卻向主子袁紹層出不窮的貢獻一些最餿的主意，打擊唯一可以拯救冀州的沮授，又違背當時長子繼承的宗法制度，排斥袁譚，擁立袁尚，挑撥起嚴重的奪嫡鬥爭，使內部先爛，假使不是他如此努力，豈能有以後的發展？他卻倒打一耙，希望留下忠貞形象。審配不過一個私慾如火的小政客而已，屠殺辛姓全家，證明他表面上雖然文質彬彬，內心卻是一個暴徒。當然，總比被俘後搖尾乞憐，要高一級，但也不過高一級而已，不能抵銷他顛覆冀州，顛覆袁紹一家的惡行。」[6]

## 艺术形象

### 影视
- 中國中央電視台電視劇《三國演義》（1994年）：王显
- 电视剧《曹操》（1999年）：马文学
- 中国中央电视台电视剧《武圣关公》（2004年）：潘蝉
- 电视剧《曹操》（2014年）：马勇